# Oudkatholieke Kerk van Polen
De Oudkatholieke Kerk van Polen (Pools: Kościół Starokatolicki w Rzeczypospolitej Polskiej) is een zelfstandige katholieke kerk in Polen.

## Geschiedenis
In 1930 wijdde Franciszek Hodur, bisschop van de Poolse Nationale Katholieke Kerk, een onafhankelijke kerk in de Verenigde Staten, Władysław Marcin Faron tot bisschop, met de bedoeling dat deze een kerk zou stichten in het Poolse thuisland. Deze brak echter met de Pools Nationale Katholieke Kerk en stichtte een onafhankelijke kerk in Polen.
Na de Tweede Wereldoorlog ging deze kerk samen met de Mariavitische oudkatholieke kerk en de missie van de Pools Nationale Katholieke Kerk verder.
Van 1948 tot 1965 was Zygmunt Szypold bisschop. Voor zijn dood keerde hij terug naar de Rooms-Katholieke Kerk. Na zijn dood werd de kerk verboden door het communistische regime.
In 1996 werd de kerk opnieuw opgericht, maar had veel van haar gelovigen en parochies verloren aan andere Poolse katholieke kerken.

## Leiderschap
De Oudkatholieke Kerk van Polen bestaat uit één bisdom, het bisdom Łódź. 
- 1996-2006: bisschop Wojciech Zdzisław Kolm
- 2006-heden: bisschop Marek Kordzik

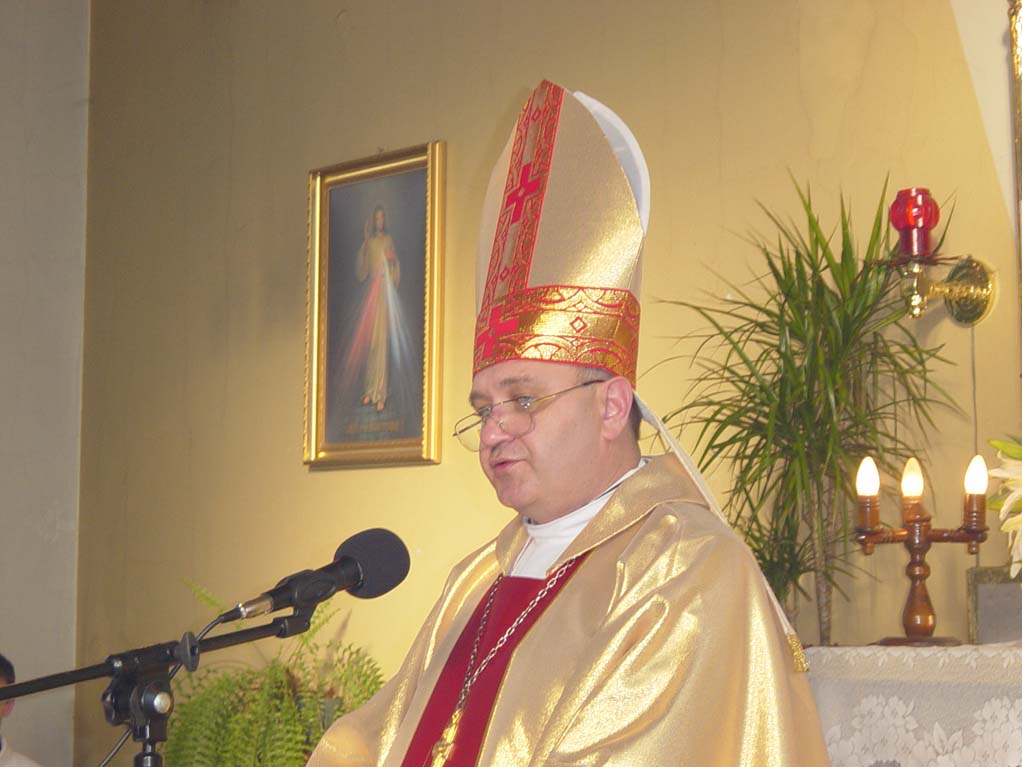
Bisschop Marek Kordzik